# Хок (округ)
Хок (англ. Hoke) — округ в штате Северная Каролина, США. По данным переписи 2010 года, численность населения составила 46 952 человека. Окружным центром является город Рейфорд.

## История
Округ сформирован в 1911 году из частей округов Камберленд и Робсон. Назван в честь Роберта Хоука, генерала Армии Конфедеративных Штатов Америки во время Гражданской войны в США.

## География
По данным Бюро переписи населения США, округ имеет общую площадь 1,015.3 км², из которых 1,012.7 км² занимает суша и 4.1 км² вода.

### Соседние округа
- Округ Мур (Северная Каролина) — север, северо-запад
- Округ Камберленд (Северная Каролина) — восток
- Округ Робсон (Северная Каролина) — юг
- Округ Скотленд (Северная Каролина) — юго-запад

### Дороги
- — US 15
- — US 401
- — US 501
- — NC 20
- — NC 211

## Демография

Возрастная пирамида округа

По данным переписи 2010 года, насчитывалось 46 952 человека, 11 373 домашних хозяйства и 8 745 семей, проживающих в округе. Средняя плотность населения составила 33 чел./км². Расовый состав округа: 44,53 % белые, 37,64 % афроамериканцы, 11,45 % коренные американцы, 0,83 % азиаты, 0,15 % жители тихоокеанских островов, 3,27 % другие расы, 2,13 % две и более рас и 7,18 % испанцы или латиноамериканцы.
Из 11 373 домохозяйств 41,40 % имели детей в возрасте до 18 лет, проживающих с ними, 52,70 % супружеских пар, живущих вместе, 18,20 % женщин, проживающих без мужей и 23,10 % не имеющих семьи. 19,00 % всех домохозяйств составляли отдельные лица, из которых 5,80 % лица в возрасте 65 лет и старше.
Возрастной состав округа: 29,80 % в возрасте до 18 лет, 10,70 % от 18 до 24 лет, 34,10 % от 25 до 44 лет, 17,60 % от 45 до 64 лет и 7,70 % в возрасте 65 лет и старше. Средний возраст составил 30 лет.
Средний доход на домашнее хозяйство в округе составил $33,230, а средний доход на семью $36,110. Мужчины имеют средний доход $27,925, а женщины $21,184. Доход на душу населения в округе составил $13,635. Около 14,40 % семей и 17,70 % населения были ниже черты бедности, в том числе 22,40 % из них моложе 18 лет и 22,00 % в возрасте 65 лет и старше.

## Населённые пункты

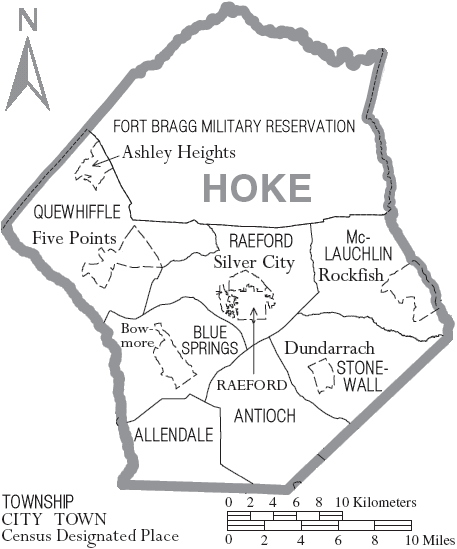
Карта округа Хок (Северная Каролина) с указанием городских муниципалитетов и районов

### Город
- Рейфорд

### Тауншипы
Округ делится на 8 тауншипов: Аллендейл, Антиок, Блу-Спрингс, Форт-Брэгг-Милитари-Резервейшен, Маклоклин, Рейфорд, Куухиффл и Стонуолл.

### Статистически обособленные местности
- Ашли-Хайтс
- Боумор
- Дандаррак
- Файв-Пойнтс
- Рокфиш
- Силвер-Сити